# 梅野聡
梅野 聡（うめの さとし、1989年11月7日 - ）は、日本の元男子バレーボール選手である。

## 来歴
福岡県朝倉市出身。中学1年生のときに親のすすめでバレーボールを始める。
福岡大学附属大濠高等学校、日本体育大学を経て、2012年、東レアローズに入団した
東レに5シーズン在籍し、数試合に出場。2017年退団。
2017/18シーズンはスウェーデンのHyte/Halmstadでプレーし、スウェーデンリーグで優勝を経験する。
2018年にコーチ兼任選手として東レに復帰した。東レに復帰後3シーズンプレーし、2021年、東レを退団となった。2021年4月30日-5月5日に開催される黒鷲旗大会が最後の大会の予定であったが、それが新型コロナウイルス感染症の流行により中止となったため、その代わりに東レの紅白戦である「青白戦」が三島市で行われ、それが梅野と落合一貴の引退試合となった。一部報道で東京オリンピックに出場する日本女子代表のアシスタントコーチを務めるとの報道があったが、日本女子代表で活動した形跡は確認できていない。
現役中の2019年4月から日本体育大学大学院コーチング学修士課程に在籍し、2021年3月に修了。
2022年、2022-23シーズンのV.LEAGUE入りが内定したばかりの福岡ウイニングスピリッツに在籍していた時期があった。
2022年7月、朝日大学保健医療学部健康スポーツ科学科助教に就任。
2023年には朝日大学男子バレーボール部のコーチを務め、2024年には監督に就任した。

## 所属チーム
- 福岡大学附属大濠高等学校（2005-2008年）
- 日本体育大学 （2008-2012年）
- 東レアローズ（2012-2017年）
- Hyte/Halmstad（2017-2018年）
- 東レアローズ（2018-2021年）
- 福岡ウイニングスピリッツ（2022年）